# Oeiras Ladies Open 2024
L'Oeiras Ladies Open 2024 è un torneo professionistico di tennis femminile giocato sulla terra rossa. È la 4ª edizione del torneo, la prima facente parte della categoria WTA 125 nell'ambito del WTA 125 2024. Si gioca al Centro Desportivo Nacional do Jamor di Oeiras in Portogallo dal 15 al 21 aprile 2024.

## Partecipanti al singolare

### Teste di serie
| Nazionalità | Giocatrice       | Ranking* | Testa di serie |
| ----------- | ---------------- | -------- | -------------- |
| Stati Uniti | Bernarda Pera    | 82       | 1              |
| Spagna      | Rebeka Masarova  | 83       | 2              |
| Argentina   | María Carlé      | 84       | 3              |
| Danimarca   | Clara Tauson     | 87       | 4              |
| Regno Unito | Harriet Dart     | 88       | 5              |
| Cina        | Bai Zhuoxuan     | 92       | 6              |
| Messico     | Renata Zarazúa   | 100      | 7              |
| Slovacchia  | Rebecca Šramková | 117      | 8              |
| Colombia    | Emiliana Arango  | 122      | 9              |

* Ranking all'8 aprile 2024.

### Altre partecipanti
Le seguenti giocatrici hanno ricevuto una wild card per il tabellone principale:
- María García
- Matilde Jorge
- Kristina Mladenovic
- Ana Filipa Santos

Le seguenti giocatrici sono passate dalle qualificazioni:
- Anouk Koevermans
- Gabriela Lee
- Tena Lukas
- Maria Mateas

Le seguenti giocatrici sono entrate in tabellone come lucky loser:
- Julija Avdeeva
- Varvara Lepchenko
- Katherine Sebov

### Ritiri
Prima del torneo
- Jéssica Bouzas Maneiro → sostituita da  Francisca Jorge
- María Carlé → sostituita da  Katherine Sebov
- Brenda Fruhvirtová → sostituita da  Alex Eala
- Linda Fruhvirtová → sostituita da  Lucrezia Stefanini
- Viktorija Golubic → sostituita da  Francesca Jones
- Léolia Jeanjean → sostituita da  Varvara Lepchenko
- Gabriela Lee → sostituita da  Julija Avdeeva
- Claire Liu → sostituita da  Gabriela Knutson
- Camila Osorio → sostituita da  Alëna Falej
- Laura Pigossi → sostituita da  Sinja Kraus
- Katie Volynets → sostituita da  Léolia Jeanjean
- Yanina Wickmayer → sostituita da  Carole Monnet
- Tamara Zidanšek → sostituita da  Suzan Lamens

## Partecipanti al doppio

### Teste di serie
| Nazione     | Giocatrice          | Nazione     | Giocatrice          | Rank1 | Teste di serie |
| ----------- | ------------------- | ----------- | ------------------- | ----- | -------------- |
| Rep. Ceca   | Miriam Kolodziejová | Rep. Ceca   | Anna Sisková        | 149   | 1              |
| Regno Unito | Harriet Dart        | Francia     | Kristina Mladenovic | 186   | 2              |
| Thailandia  | Luksika Kumkhum     | Thailandia  | Peangtarn Plipuech  | 244   | 3              |
| Regno Unito | Alicia Barnett      | Regno Unito | Freya Christie      | 247   | 4              |

* Ranking all'8 aprile 2024.

### Altre partecipanti
La seguente coppia di giocatrici ha ricevuto una wild card per il tabellone principale:
- María García /  Ana Filipa Santos

La seguente coppia di giocatrici è subentrata in tabellone come alternate:
- Alëna Falej /  Varvara Lepchenko

### Ritiri
Prima del torneo
- Léolia Jeanjean /  Nuria Párrizas Díaz → sostituite da  Alëna Falej /  Varvara Lepchenko

## Campionesse

### Singolare
Suzan Lamens ha sconfitto in finale  Clara Tauson con il punteggio d 6-4, 5-7, 6-4.

### Doppio
Francisca Jorge /  Matilde Jorge hanno sconfitto in finale  Harriet Dart /  Kristina Mladenovic con il punteggio di 6-0, 6-4.